# 茨营镇
茨营镇，是中华人民共和国云南省曲靖市麒麟区下辖的一个镇。
2013年11月17日，云南省人民政府批复同意撤销茨营乡，设立茨营镇。

## 行政区划
茨营镇下辖以下地区：
茨营村、大麦村、哈马寨村、杨家村、整寨村、蔡家村、吴官村、团结村、小河村和红土墙村。